# Deramas nigrescens
Deramas nigrescens är en fjärilsart som beskrevs av John Nevill Eliot 1964. Deramas nigrescens ingår i släktet Deramas och familjen juvelvingar. Inga underarter finns listade i Catalogue of Life.